# Université de Phoenix
L'université de Phoenix est une université privée à but lucratif fondée en 1976 et spécialisée dans les cours pour adultes. Proposant plus de cent programmes menant à des grades de baccalauréat, maîtrise ou doctorat, elle possède 112 campus aux États-Unis et au Canada. Elle est particulièrement connue pour ses activités d'enseignement en ligne.